# Sindhnur
Sindhnūr är en ort i Indien.   Den ligger i distriktet Raichur och delstaten Karnataka, i den södra delen av landet, 1 400 km söder om huvudstaden New Delhi. Sindhnūr ligger 395 meter över havet och antalet invånare är 68 793.
Terrängen runt Sindhnūr är platt. Runt Sindhnūr är det ganska tätbefolkat, med 248 invånare per kvadratkilometer. Sindhnūr är det största samhället i trakten. Trakten runt Sindhnūr består till största delen av jordbruksmark.